# Daniel López Pinedo
Daniel López Pinedo (Barcelona, 1980. április 16. –) világbajnoki ezüstérmes (2009, 2019) visszavonult spanyol válogatott vízilabdázó, a CNA Barceloneta kapusa.

## Díjai, elismerései
- A 2020-as férfi vízilabda-Európa-bajnokság legjobb kapusa[1]